# Kerkom (Boutersem)
Kerkom is een dorp in de Belgische provincie Vlaams-Brabant en een deelgemeente van Boutersem. Kerkom was tot 1970 een zelfstandige gemeente.

## Bezienswaardigheden
- De Sint-Martinuskerk.
- De Bijvoordemolen

## Natuur en landschap
Kerkom ligt op een hoogte van 45-90 meter. Het ligt aan de Malendriesbeek die uitmondt in de Velp.

## Demografische ontwikkeling
- Bronnen:NIS, Opm:1831 tot en met 1970=volkstellingen

## Mobiliteit

### Openbaar vervoer
Kerkom wordt voornamelijk ontsloten door de belbus Tienen-Boutersem-Hoegaarden. Deze belbus wordt uitgebaat door De Lijn en geeft de inwoners van Kerkom de kans om zich binnen de gemeente Boutersem en naar Tienen te verplaatsen. Voor de scholieren zet De Lijn drie schoolbussen in: lijn 585 naar Tienen, lijn 527 naar Heverlee en lijn 590 naar Aarschot.
Op dinsdagvoormiddag krijgen de inwoners van Kerkom de kans om zich met twee marktbussen (lijn 680 en 685) naar de markt in Tienen te begeven.

## Bekende personen
Georges Claes (1920-1994), wielrenner

## Nabijgelegen kernen
Kumtich, Binkom, Lubbeek, Butsel